# Carlos Borges
Carlos Borges   (Montevideo, 14 de gener de 1932 - Montevideo, 5 de febrer de 2014) fou un futbolista uruguaià de la dècada de 1950.
És conegut per ser l'autor del primer gol de la Copa Libertadores d'América. Destacà com a jugador de CA Peñarol.
Amb la selecció de l'Uruguai participà a la copa del Món de futbol de 1954.